# Гіллсборо (Каліфорнія)
Гіллсборо (англ. Hillsborough) — місто (англ. city) в США, в окрузі Сан-Матео штату Каліфорнія. Населення — 11 387 осіб (2020).

## Географія
Гіллсборо розташоване за координатами 37°33′26″ пн. ш. 122°21′31″ зх. д. / 37.55722° пн. ш. 122.35861° зх. д. (37.557240, -122.358696).  За даними Бюро перепису населення США в 2010 році місто мало площу 16,03 км², уся площа — суходіл.

## Демографія
Згідно з переписом 2010 року, у місті мешкало 10 825 осіб у 3693 домогосподарствах у складі 3138 родин. Густота населення становила 675 осіб/км².  Було 3912 помешкання (244/км²).
Расовий склад населення:
| - 66,3 % — білих - 28,1 % — азіатів - 0,4 % — чорних або афроамериканців - 0,2 % — вихідців з тихоокеанських островів - 0,1 % — корінних американців - 1,0 % — осіб інших рас |

До двох чи більше рас належало 3,9 %. Частка іспаномовних становила 3,4 % від усіх жителів.
За віковим діапазоном населення розподілялося таким чином: 26,6 % — особи молодші 18 років, 52,9 % — особи у віці 18—64 років, 20,5 % — особи у віці 65 років та старші. Медіана віку мешканця становила 47,5 року. На 100 осіб жіночої статі у місті припадало 94,8 чоловіків;  на 100 жінок у віці від 18 років та старших — 91,9 чоловіків також старших 18 років.
Медіана доходів становила 194 018 доларів для чоловіків та 114 125 доларів для жінок. За межею бідності перебувало 2,4 % осіб, у тому числі 1,2 % дітей у віці до 18 років та 1,6 % осіб у віці 65 років та старших.
Цивільне працевлаштоване населення становило 4599 осіб. Основні галузі зайнятості: освіта, охорона здоров'я та соціальна допомога — 23,1 %, науковці, спеціалісти, менеджери — 22,4 %, фінанси, страхування та нерухомість — 16,6 %.